# Habetia spada
Habetia spada är en insektsart som först beskrevs av Brunner von Wattenwyl 1898.  Habetia spada ingår i släktet Habetia och familjen vårtbitare.

## Underarter
Arten delas in i följande underarter:
- H. s. spada
- H. s. multispinulosa